# Saint-Sandoux
Saint-Sandoux – miejscowość i gmina we Francji, w regionie Owernia-Rodan-Alpy, w departamencie Puy-de-Dôme.
Według danych na rok 1990 gminę zamieszkiwało 508 osób, a gęstość zaludnienia wynosiła 52 osoby/km² (wśród 1310 gmin Owernii Saint-Sandoux plasuje się na 403. miejscu pod względem liczby ludności, natomiast pod względem powierzchni na miejscu 817.).